# ورسن (غرغان)
ورسن (بالفارسية: ورسن) هي قرية تقع في غلستان في إيران. يقدر عدد سكانها بـ 796 نسمة بحسب إحصاء 2016.